# Enterovirus

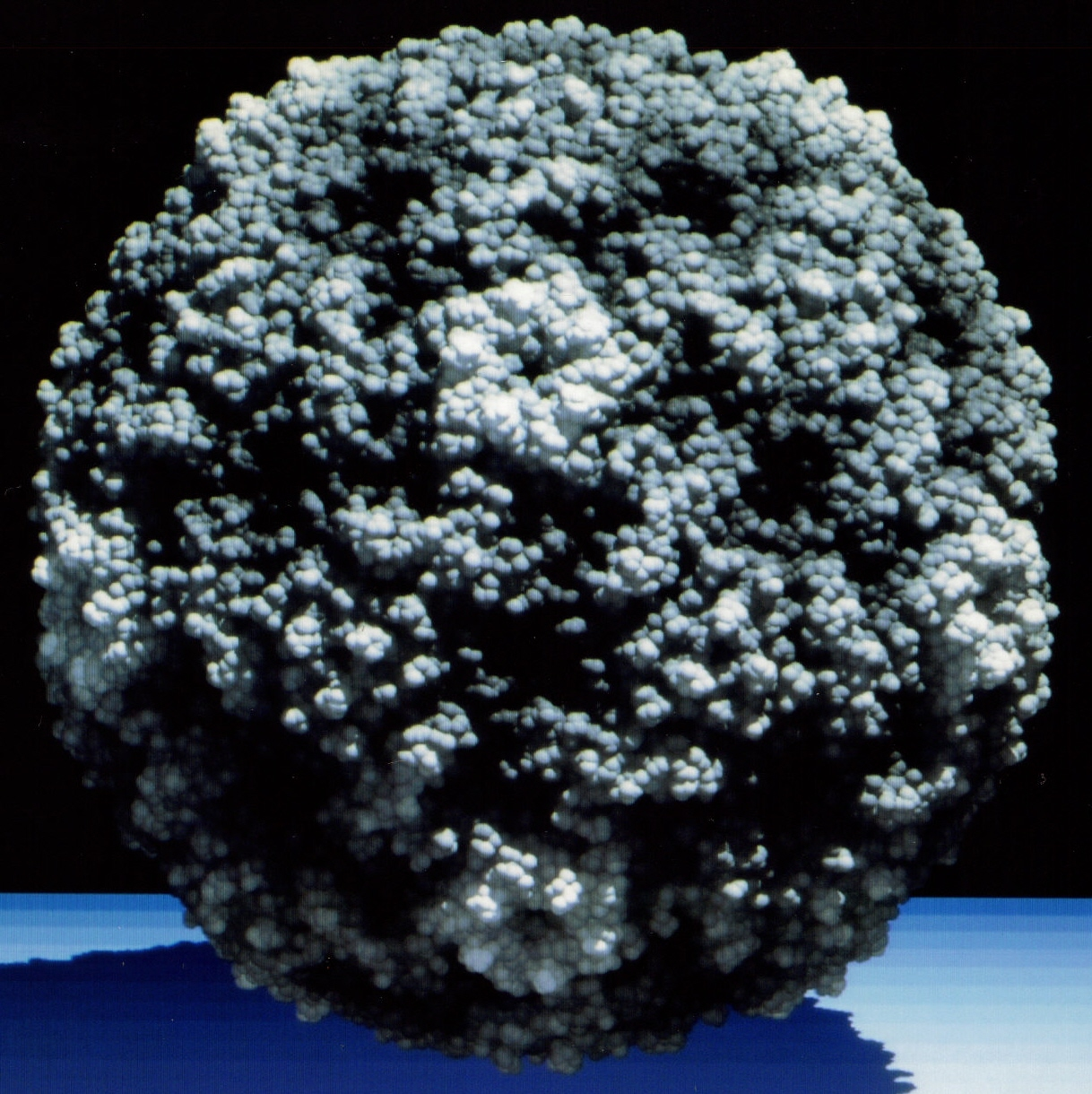
Graphische 3D-Darstellung eines Virions von Enterovirus E

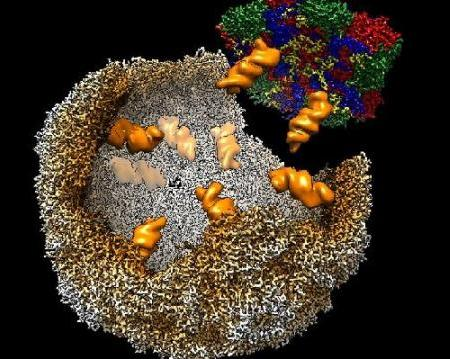
Assemblierung (Zusammenbau) eines Virions von Enterovirus E

Schemazeichnung: Virion der Gattung Enterovirus (typisch für die Picornaviridae). Querschnitt und Aufsicht

Genom der Gattung Enterovirus

Enterovirus (deutsch Enteroviren) ist eine Gattung der Familie Picornaviridae. Für den Menschen besonders bedeutend sind Poliovirus und die Humanen Enteroviren (A bis D) mit den Coxsackie-Viren, Echoviren, Rhinoviren und Subtypen wie Humanes Enterovirus 70 und Humanes Enterovirus 71. Die drei Spezies der Rhinoviren wurden früher als eigene Gattung geführt, werden aber inzwischen ebenfalls zu Gattung Enterovirus gestellt. Die Gattung Enterovirus umfasst so (mit Stand November 2018) 15 vom International Committee on Taxonomy of Viruses (ICTV) bestätigte Spezies mit mindestens 68 verschiedenen Subtypen. Die Infektionen mit Enteroviren kommen weltweit vor und lösen in Mitteleuropa im Sommer häufig Erkrankungen aus.

## Übertragung
Die Übertragung aller zur Gattung Enterovirus gehörenden Virusarten erfolgt vorwiegend fäkal-oral, jedoch kommt für einige Erreger wie beispielsweise die Rhinoviren auch die Tröpfcheninfektion als Infektionsweg in Frage. Ebenfalls möglich ist die diaplazentare (über die Plazenta) Übertragung der Viren mit Infektion des Fetus. Infizierte scheiden das Virus oftmals über mehrere Wochen mit dem Stuhl aus. Bei der Übertragung von Mensch-zu-Mensch spielen kontaminierte Hände die wichtigste Rolle. Enteroviren bleiben auf kontaminierten Gegenständen, zum Beispiel Spielsachen, über längere Zeit stabil. Solche Gegenstände gelten als mögliche Infektionsquelle, insbesondere bei intrafamiliären Ausbrüchen oder Kleinraumepidemien in kinderbetreuenden Einrichtungen.
Eine weitere Infektionsquelle ist kontaminiertes Trinkwasser. Nach einer Kontamination von Schwimmbädern oder Seen durch Fäkalien Infizierter ist eine Übertragung dieser Viren möglich, weswegen es oftmals zu Häufungen von aseptischen Meningitiden, insbesondere verursacht durch Echoviren, gerade unmittelbar nach heißen Sommertagen kommt.

## Infektionsfolgen
Die Inkubationszeit beträgt 2 bis 35 Tage. Die durch Enteroviren verursachten Krankheitsbilder reichen von Kinderlähmung, Infektionen des oberen Respirationstrakts (Erkältung, „Sommer-Grippe“), Herpangina, Hand-Fuß-Mund-Krankheit, Gastroenteritis, fieberhaften generalisierten Exanthemen, hämorrhagischer Konjunktivitis, Myalgia epidemica, Pneumonie, Pleurodynia epidemica, Myokarditis, Perikarditis, Hepatitis, Meningitis, Enzephalitis, Paralysen, fetaler Schädigung bis zu einer schweren Neugeborenenerkrankung mit Pneumonie, Myokarditis und Meningoenzephalitis.

## Therapie
Die Therapie erfolgt symptomatisch und richtet sich nach dem betroffenen Organsystem. Eine spezifische antivirale Therapie steht nicht zur Verfügung. An experimentellen Impfstoffen und antiviralen Mitteln wird gearbeitet. Zum Beispiel wirken Rinder- und menschliche Laktoferrine als Inhibitoren von EV71-Infektionen und Ribavirin könnte ein potenzieller Anti-Drogen-EV71-Hemmer sein. In den USA wurde 2006 als US-Patent 7090855 eine auch noch nachträglich wirkende Enterovirus-Prophylaxe patentiert. Myocarditis wurde im Test erfolgreich mit Interferon-a behandelt. Amantadin kann ebenfalls als allgemeiner Vermehrungshemmer für RNA-Viren das Immunsystem unterstützen.
Nach der Infektion resultiert eine vermutlich lebenslange serotypen-spezifische Immunität. Begünstigt werden diese Infektionen durch schlechte hygienische Verhältnisse sowie eine mangelnde Wasserhygiene. Bei normaler Umgebungstemperatur sind die Erreger sehr stabil. Größere Ausbrüche werden regelmäßig berichtet, wie zum Beispiel im Sommer 2002 aus Athen, wo es zu Häufungen von Coxsackie-B-Virus-bedingten Myokarditiden mit Todesfällen gekommen war. In Deutschland werden bei größeren Ausbrüchen meist Echoviren, Serotyp 30, nachgewiesen, der eine aseptische Meningitis verursacht.

## Vorbeugung
Ein Impfstoff steht für die meisten Virusarten nicht zur Verfügung. Maßnahmen zur Risikoreduzierung sind gründliches Händewaschen, ggf. mit Händedesinfektion bei Infizierten nach der Defäkation, Einhaltung hygienischer Maßnahmen bei der Zubereitung von Speisen, Verzehr von gekochten Speisen und geschältem Obst.

## Meldepflicht
Nach dem Recht Sachsens ist der direkte oder indirekte Nachweis von Enterovirus species namentlich meldepflichtig, soweit der Nachweis auf eine akute Infektion hinweist.

## Systematik
Die vorliegende Systematik folgt den Vorgaben des ICTV mit Stand November 2018, Virusnamen und Akronyme haben wo nicht anders angegeben den Stand 2016.
- Gattung Enterovirus
  - Spezies Enterovirus A (EV-A)[10]
    - Humanes Enterovirus A / Simianes Enterovirus A
      - AV-A71, EV-A76, EV-A89 bis EV-A91 (Menschen)
      - EV-A92 (Makaken, Mangaben)
      - EV-A114 (Menschen, Gorillas)
      - EV-A119 (Menschen, Gorillas, Schimpansen)
      - EV-A120 (Menschen)
      - EV-A121 (Menschen, Makaken)
      - SV19, SV43, SV46 (Makaken)
      - BA13 (Paviane)

    - Coxsackie-Virus A (HCV-A, CV-A)
      - CV-A2 bis CV-A8, CV-A10, CV-A12, CV-A14, CV-A16 (Menschen)

  - Spezies Enterovirus B (EV-B)[11]
    - Humanes Enterovirus / Simianes Enterovirus B
      - EV-B69, EV-B73, EV-B74, EV-B75, EV-B77 bis EV-B88, EV-B93, EV-B97, EV-B98, EV-B100, EV-B101, EV-B106, EV-B107, EV-B111 (Menschen)
      - EV-B110, EV-B112 (Schimpansen)
      - EV-B113 (Mandrills)
      - SA5 (simian: Affen)

    - Coxsackie-Virus B (CV-B)
      - CV-B1, CV-B2, CV-B3, CV-B6
      - CV-B4 – inklusive Swine vesicular disease virus 2 (SVDV-2)
      - CV-B5 – inklusive Swine vesicular disease virus 1 (SVDV-1)
      - CV-A9 (sic! - korrigierte Fehlzuordnung)

    - Echovirus
      - E-1 – inklusive E-8
      - E-2 bis E-7, E-11 bis E-21, E-24 bis E-27, E-29 bis E-33
      - E-9 – inklusive CV-A23

  - Spezies Enterovirus C (EV-C, Typusspezies)[12]
    - Humanes Enterovirus C
      - EV-C95, EV-C96, EV-C99, EV-C102, EV-C104, EV-C105, EV-C109, EV-C113, EV-C116, EV-C117, EV-C118 (Menschen)

    - Coxsackie-Virus C (CV-C) - abgetrennt, früher zu CV-A
      - CV-A1, CV-A11, CV-A13, CV-A17, CV-A19, CV-A20, CV-A21, CV-A22, CV-A24

    - Poliovirus (PV, HPV)
      - PV1, PV2, PV3 (Menschen)

  - Spezies Enterovirus D (EV-D)[13]
    - Humanes Enterovirus D / Simianes Enterovirus D
      - EV-D68 (Menschen) – inklusive Humanes Rhinovirus 87
      - EV-D70, EV-D94 (Menschen)
      - EV-D111 (Menschen, Schimpansen)
      - EV-D120 (Gorillas)

  - Spezies Enterovirus E (EV-E)[14]
    - Bovines Enterovirus A (BEV-1)
      - EV-E1 (alias BEV-A1), EV-E2 (alias BEV-A2), EV-E3 (alias BEV-A3) (Rinder)
      - EV-E4 (alias BEV-A4) - im Abwasser gefunden

  - Spezies Enterovirus F (EV-F)[15]
    - Bovines Enterovirus B (BEV-2) - veraltet, auch andere Säugetiere
 EV-F1 (früher BEV-B1) bis EV-F3 (früher BEV-B3), EV-F5 (früher BEV-B5), EV-F6 (früher BEV-B6) (Rinder)
 EV-F4 (früher BEV-B4) (Kleinbeuteltiere englisch possums)

  - Spezies Enterovirus G (EV-G)[16][17][18]
    - Porcines Enterovirus B (PEV-B, inklusive Ovines Enterovirus)
      - EV-G1 bis EV-G4, EV-G6-EV-G19 (Haus- und Wildschweine)
      - EV-G5 (Ovines Enterovirus, Schafe)

  - Spezies Enterovirus H (EV-H)[19]
    - Simianes Enterovirus A (SV-A)
      - EV-H1 (früher SEV-A1) (Rhesusaffen)

  - Spezies Enterovirus I (EV-I)[20]
    - Dromedar-Enterovirues (en. Dromedary camel enterovirus, DcEV)
      - EV-I1

  - Spezies Enterovirus J (EV-J)[21]
    - Simianes Enterovirus J (SV-J)
      - SV-6, EV-J103, EV-J108, EV-J112, EV-J115, EV-J121

  - Spezies Enterovirus K (EV-K)[22]
    - Nagetier-Enterovirus (China)
      - evtl. zwei Typen

  - Spezies Enterovirus L (EV-L)[23]
    - Makaken-Enterovirus (China)

  - Spezies Rhinovirus A (RV-A)[24]
    - Humanes Rhinovirus A (HRV-A)
      - RV-A1, RV-A2, RV-A7, RV-A8 (inklusive A95), RV-A9 bis RV-A15, RV-A16, RV-A18 bis RV-A25, RV-A28, RV-A29 (inklusive A44), RV-A30 bis RV-A34, RV-A36, RV-A38 bis RV-A41, RV-A43, RV-A45 bis RV-A47, RV-A49 bis RV-A53, RV-A54 (inklusive A98), RV-A55 bis RV-A68, RV-A71, RV-A73 bis RV-A78, RV-A80 bis RV-A82, RV-A85, RV-A8 bis RV-A90, RV-A94, RV-A96, RV-A100 bis RV-A109

  - Spezies Rhinovirus B (RV-B)[25]
    - Humanes Rhinovirus B (HRV-B)
      - RV-B3 bis RV-B6, RV-B14, RV-B17, RV-B26, RV-B27, RV-B35, RV-B37, RV-B42, RV-B48, RV-B52, RV-B69, RV-B70, RV-B72, RV-B79, RV-B83, RV-B84, RV-B86, RV-B91 bis RV-B93, RV-B97, RV-B99 bis RV-B106

  - Spezies Rhinovirus C (RV-C)[26]
    - Humanes Rhinovirus C (HRV-C, teilweise auch HRV-A2, HRV-X) - abgetrennt von HRV-A
      - RV-C1 bis RV-C56

Zu- und Abgänge:
- Die frühere Spezies Echovirus (echo – Akronym für englisch enteric, cytopathic, human, orphan) gibt es als solche nicht mehr, die Viren zählen heute zur neu geschaffenen Gattung Parechovirus, soweit sie nicht als Subtypen der Spezies Enterovirus B der hier beschriebenen Gattung Enterovirus zugeschlagen wurden.[27]
- Die drei Spezies der Rhinoviren wurden früher in eine eigene Gattung Rhinovirus derselben Familie Picornaviridae gestellt.
- Die früher so genannten Porcinen Enteroviren (PEV) 1 bis 7 und 11 bis 13 werden umgekehrt jetzt als Porzines Teschovirus 1 bis 10, Spezies Teschovirus A (TeV-A) in die Gattung Teschovirus der Picornaviridae gestellt.
- Das früher so genannte Porzine Enterovirus A (PEV-8) wird heute als Porcines Sapelovirus (PSV), Spezies Sapelovirus A (SAPV-A) in der Gattung Sapelovirus der Picornaviridae geführt.